# Maytenus macrophylla
Maytenus macrophylla är en benvedsväxtart som beskrevs av Carl Friedrich Philipp von Martius. Maytenus macrophylla ingår i släktet Maytenus och familjen Celastraceae. Inga underarter finns listade.